# Terry Cummings
Robert Terrell Cummings, detto Terry (Chicago, 15 marzo 1961), è un ex cestista statunitense, professionista nella NBA.

## Carriera
Dopo aver giocato a livello di scuola superiore per la Carver High School di Chicago, Illinois è passato alla DePaul University, dove in tre anni ha segnato 16,4 punti di media a partita. 
Finita la carriera NCAA è stato scelto nel draft NBA 1982 al primo giro con il numero 2 dai San Diego Clippers.
In 18 stagioni nella NBA ha segnato 16,4 punti di media e catturato 7,3 rimbalzi. Statisticamente la sua miglior stagione è stata l'annata d'esordio 1982-83, quando militando nei San Diego Clippers,  ha segnato 23,7 punti di media con 10,6 rimbalzi e si è aggiudicato il premio di Rookie of the 
Year. Nel 1985 e nel 1989 è stato selezionato per l'All Star Game della NBA.
Anche suo figlio T.J. è un cestista e ha militato nella NBDL.

## Statistiche

### NCAA
| Anno      | Squadra          | PG | PT | MP   | TC%  | 3P% | TL%  | RP   | AP  | PRP | SP  | PP   |
| --------- | ---------------- | -- | -- | ---- | ---- | --- | ---- | ---- | --- | --- | --- | ---- |
| 1979-1980 | DePaul B. Demons | 28 | -  | 30,8 | 50,8 | -   | 83,2 | 9,4  | 1,4 | 0,9 | 1,2 | 14,2 |
| 1980-1981 | DePaul B. Demons | 29 | -  | 34,3 | 49,8 | -   | 75,0 | 9,0  | 1,6 | 0,8 | 1,4 | 13,0 |
| 1981-1982 | DePaul B. Demons | 28 | -  | 36,8 | 56,7 | -   | 75,6 | 11,9 | 2,0 | 1,7 | 1,3 | 22,3 |
| Carriera  | Carriera         | 85 | -  | 34,0 | 53,0 | -   | 77,5 | 10,1 | 1,7 | 1,1 | 1,3 | 16,4 |

### NBA

#### Regular season
| Anno      | Squadra            | PG    | PT  | MP   | TC%  | 3P%   | TL%  | RP   | AP  | PRP | SP  | PP   |
| --------- | ------------------ | ----- | --- | ---- | ---- | ----- | ---- | ---- | --- | --- | --- | ---- |
| 1982-1983 | San Diego Clippers | 70    | 69  | 36,2 | 52,3 | 0,0   | 70,9 | 10,6 | 2,5 | 1,8 | 0,9 | 23,7 |
| 1983-1984 | San Diego Clippers | 81    | 80  | 35,9 | 49,4 | 0,0   | 72,0 | 9,6  | 1,7 | 1,1 | 0,7 | 22,9 |
| 1984-1985 | Milwaukee Bucks    | 79    | 78  | 34,5 | 49,5 | 0,0   | 74,1 | 9,1  | 2,9 | 1,5 | 0,8 | 23,6 |
| 1985-1986 | Milwaukee Bucks    | 82    | 82  | 32,5 | 47,4 | 0,0   | 65,6 | 8,5  | 2,4 | 1,5 | 0,6 | 19,8 |
| 1986-1987 | Milwaukee Bucks    | 82    | 77  | 33,8 | 51,1 | 0,0   | 66,2 | 8,5  | 2,8 | 1,6 | 1,0 | 20,8 |
| 1987-1988 | Milwaukee Bucks    | 76    | 76  | 34,6 | 48,5 | 33,3  | 66,5 | 7,3  | 2,4 | 1,0 | 0,6 | 21,3 |
| 1988-1989 | Milwaukee Bucks    | 80    | 78  | 35,3 | 46,7 | 46,7  | 78,7 | 8,1  | 2,5 | 1,3 | 0,9 | 22,9 |
| 1989-1990 | San Antonio Spurs  | 81    | 78  | 34,8 | 47,5 | 32,2  | 78,0 | 8,4  | 2,7 | 1,4 | 0,6 | 22,4 |
| 1990-1991 | San Antonio Spurs  | 67    | 62  | 32,8 | 48,4 | 21,2  | 68,3 | 7,8  | 2,3 | 0,9 | 0,4 | 17,6 |
| 1991-1992 | San Antonio Spurs  | 70    | 67  | 30,7 | 48,8 | 38,5  | 71,1 | 9,0  | 1,5 | 0,8 | 0,5 | 17,3 |
| 1992-1993 | San Antonio Spurs  | 8     | 0   | 9,5  | 37,9 | -     | 50,0 | 2,4  | 0,5 | 0,1 | 0,1 | 3,4  |
| 1993-1994 | San Antonio Spurs  | 59    | 29  | 19,2 | 42,8 | 0,0   | 58,9 | 5,0  | 0,8 | 0,5 | 0,2 | 7,3  |
| 1994-1995 | San Antonio Spurs  | 76    | 20  | 16,8 | 48,3 | -     | 58,5 | 5,0  | 0,8 | 0,5 | 0,3 | 6,8  |
| 1995-1996 | Milwaukee Bucks    | 81    | 13  | 21,9 | 46,2 | 14,3  | 65,0 | 5,5  | 1,1 | 0,7 | 0,4 | 8,0  |
| 1996-1997 | Seattle S.Sonics   | 45    | 3   | 18,4 | 48,6 | 60,0  | 69,5 | 4,1  | 0,9 | 0,7 | 0,2 | 8,2  |
| 1997-1998 | Philadelphia 76ers | 44    | 2   | 14,9 | 45,8 | 0,0   | 67,2 | 3,4  | 0,5 | 0,5 | 0,1 | 5,3  |
| 1997-1998 | N.Y. Knicks        | 30    | 1   | 17,6 | 47,7 | -     | 70,0 | 4,5  | 0,9 | 0,5 | 0,2 | 7,8  |
| 1998-1999 | G.S. Warriors      | 50    | 0   | 20,2 | 43,9 | 100,0 | 71,1 | 5,1  | 1,2 | 0,9 | 0,2 | 9,1  |
| 1999-2000 | G.S. Warriors      | 22    | 0   | 18,1 | 42,9 | -     | 82,1 | 4,9  | 1,0 | 0,6 | 0,4 | 8,4  |
| Carriera  | Carriera           | 1.183 | 815 | 28,7 | 48,4 | 29,5  | 70,6 | 7,3  | 1,9 | 1,1 | 0,5 | 16,4 |
| All-Star  | All-Star           | 2     | 0   | 17,5 | 42,3 | -     | 83,3 | 6,0  | 0,5 | 1,5 | 1,0 | 13,5 |

#### Play-off
| Anno     | Squadra           | PG  | PT | MP   | TC%  | 3P%  | TL%  | RP   | AP  | PRP | SP  | PP   |
| -------- | ----------------- | --- | -- | ---- | ---- | ---- | ---- | ---- | --- | --- | --- | ---- |
| 1985     | Milwaukee Bucks   | 8   | 8  | 38,9 | 57,7 | 0,0  | 82,8 | 8,8  | 2,5 | 1,5 | 0,9 | 27,5 |
| 1986     | Milwaukee Bucks   | 14  | 14 | 36,4 | 51,4 | -    | 69,4 | 9,9  | 3,0 | 1,4 | 1,1 | 21,6 |
| 1987     | Milwaukee Bucks   | 12  | 10 | 36,9 | 48,8 | -    | 68,7 | 7,9  | 2,3 | 1,0 | 1,1 | 22,3 |
| 1988     | Milwaukee Bucks   | 5   | 5  | 38,6 | 56,2 | -    | 65,9 | 7,8  | 2,6 | 1,8 | 0,6 | 25,8 |
| 1989     | Milwaukee Bucks   | 5   | 4  | 24,8 | 36,2 | 0,0  | 87,5 | 6,6  | 1,4 | 0,6 | 0,0 | 12,8 |
| 1990     | San Antonio Spurs | 10  | 10 | 37,5 | 52,8 | 20,0 | 80,8 | 9,4  | 2,2 | 0,7 | 0,4 | 24,9 |
| 1991     | San Antonio Spurs | 4   | 4  | 31,0 | 51,0 | 0,0  | 50,0 | 9,3  | 1,0 | 0,8 | 0,5 | 14,8 |
| 1992     | San Antonio Spurs | 3   | 3  | 40,7 | 51,5 | 0,0  | 50,0 | 11,3 | 2,3 | 1,3 | 1,3 | 26,0 |
| 1993     | San Antonio Spurs | 10  | 0  | 13,8 | 44,3 | 0,0  | 62,5 | 3,9  | 0,5 | 0,3 | 0,1 | 6,7  |
| 1994     | San Antonio Spurs | 4   | 1  | 18,0 | 50,0 | -    | 83,3 | 6,3  | 0,5 | 1,3 | 0,8 | 8,0  |
| 1995     | San Antonio Spurs | 15  | 2  | 9,0  | 37,5 | 0,0  | 73,3 | 2,1  | 0,3 | 0,3 | 0,1 | 3,9  |
| 1997     | Seattle S.Sonics  | 12  | 6  | 24,3 | 48,9 | -    | 66,7 | 6,0  | 1,2 | 0,9 | 0,5 | 8,8  |
| 1998     | N.Y. Knicks       | 8   | 1  | 15,0 | 44,1 | -    | 25,0 | 4,4  | 0,6 | 0,5 | 0,3 | 4,0  |
| Carriera | Carriera          | 110 | 68 | 26,9 | 50,2 | 9,1  | 70,6 | 6,7  | 1,6 | 0.9 | 0,6 | 15,1 |

#### Massimi in carriera
- Massimo di punti: 52 vs Charlotte Hornets (31 gennaio 1990)[1]
- Massimo di rimbalzi: 24 (5 volte)
- Massimo di assist: 10 vs Dallas Mavericks (16 gennaio 1987)
- Massimo di palle rubate: 6 (3 volte)
- Massimo di stoppate: 5 (2 volte)
- Massimo di minuti giocati: 52 vs Portland Trail Blazers (15 maggio 1990)

## Palmarès
- NCAA AP All-America First Team (1982)
- NBA Rookie of the Year (1983)
- NBA All-Rookie First Team (1983)
- All-NBA Second Team (1985)
- All-NBA Third Team (1989)
- 2 volte NBA All-Star (1985, 1989)